# 上田睆亮
上田 睆亮（うえだ よしすけ、Ueda Yoshisuke, 1936年12月23日 - ）は、日本の電気工学者、物理学者、応用数学者。京都大学名誉教授。

## 人物・来歴
兵庫県出身。1959年、京都大学工学部電気工学科卒業。同大学院修了。京都大学工学部助手、助教授、教授を経て、2007年3月公立はこだて未来大学教授を退官。弟子には赤松則男、稲垣耕作らがいる。2017年4月、瑞宝中綬章を受章。
博士課程に在学中の1961年11月27日に、世界で初めて物理現象としてのカオス現象を発見した。これは、電気回路の周波数引き込み現象を記述する非線型常微分方程式のアナログコンピュータシミュレーションにおいて得られた結果であり、この方程式には平衡解とリミットサイクル振動の解しかないと思われていた従来の常識を覆すものであった。
しかし、指導教官であった林千博（後に日本学士院賞を受賞）をはじめとした当時の日本の研究者からは、この結果はリミットサイクル振動の一種に過ぎないとして省みられなかった。そのため、長らくカオスは1963年に気象学者のエドワード・ローレンツによって発見されたものとされていた。
そのような中フランスのダヴィッド・リュエルは、上田の業績に注目し、真のカオスの発見者であるとして1978年に国際的に紹介した。その後、1991年に国際連合大学が開催した国際会議「カオスの衝撃」へ基調講演者としてただ1人招かれる、国際学術誌『Chaos, Solitons and Fractals』の創刊号の表紙デザインに上田の発見したウエダ・アトラクタが採用されるなど、カオスの発見者としての国際的評価はほぼ固まった。一方、京都大学において退官まで一度もカオスに関する講義を行えず、必ずしも国内の学界では高い評価を受けてこなかった面がある。当時、京都大学理学部はカオス・非線形物理学・非平衡統計力学研究の一大メッカであった。
彼は『カオス現象は、われわれが、日常、目にしているありふれた実在の自然現象であるにもかかわらず、その概念把握の困難さのために、かっては見過ごされてきた』旨を述べている。